# Henri Affre
 (mars 2012).
Si vous disposez d'ouvrages ou d'articles de référence ou si vous connaissez des sites web de qualité traitant du thème abordé ici, merci de compléter l'article en donnant les références utiles à sa vérifiabilité et en les liant à la section « Notes et références ».
Pour les articles homonymes, voir Affre.
Louis Frédéric Henri Affre (Espalion le 12 janvier 1816 - Espalion le 8 juillet 1907) est un archiviste départemental, un historien régionaliste du Rouergue et un héraldiste.
Il fut archiviste de la ville d'Espalion, puis aux Archives départementales de l'Aveyron, et membre du Comité des travaux historiques et scientifiques.

## Biographie
Henri Affre est le fils de Jacques-Simon Affre, avocat et avoué. Il était le cousin germain de monseigneur Denys Affre, archevêque de Paris.
Il fréquente le collège d'Espalion, puis la classe de philosophie du lycée de Rodez où il obtient le premier prix d'excellence. En 1833, il est admis au lycée Henri-IV à Paris où il prépare le concours d'entrée à Saint-Cyr, mais des problèmes de santé l'oblige à abandonner ses études et à rentrer à Espalion où, pendant sa convalescence, il découvre les archives municipales.
En 1846, il est admis comme correspondant de la Société des lettres, sciences et arts de l'Aveyron puis il est nommé en 1848 archiviste de la commune d'Espalion.
Il fait paraître en 1850 Simples récits historiques sur Espalion, à Villefranche-de-Rouergue, à l'Imprimerie Veuve Cestan, mais comme c'est l'imprimeur du journal républicain de Louis Cassenel, son travail très remarquable ne fait l'objet d'aucune recension dans la Revue de la Société des lettres, sciences et arts de l'Aveyron qui est alors dirigée par Hippolyte de Barrau, auteur partisan qui est engagé dans la cause légitimiste.
Henri Affre, qui était profondément chrétien et ardent catholique, rencontre l'hostilité des milieux conservateurs qui lui reprochent de mettre en évidence les abus de certains seigneurs et prélats de l'Ancien Régime.
Il bénéficia de la protection et des largesses de Casimir Mayran, conseiller général de l'Aveyron.

### Vie privée
Il était marié et avait un fils, Théodore Affre, avocat et adjoint du maire d'Espalion.

## Publications
- Simples Récits historiques sur Espalion, Villefranche-de-Rouergue, Imprimerie Veuve Cestan , 1850
- Lettre à mes neveux sur l'histoire de l'arrondissement d'Espalion, Villefranche-de-Rouergue, Imprimerie Veuve Cestan , 1858
- Coup d'œil historique sur l'ancienne baronnie de Peyre, imprimerie H. de Broca , 187
- Lettres sur l'histoire de Rodez, Rodez, imprimerie H. de Broca, 1874
- Inventaire sommaire des archives départementales antérieures à 1790. 2 volumes, Séries B, C et D. E, archives civiles Paul Dupont
- Inventaire des archives de la commune de Saint-Affrique, avec Gustave-Adolphe Desjardins (réédition 2010)
- Inventaire des archives de la commune de Rodez antérieures à 1790 séries CC, Rodez, 1878
- Documents sur le langage de Rodez et le langage de Millau du XIIe au XVIe siècle, 1879
- Les Hommes remarquables de l'Aveyron, 1881
- Tableau sommaire de la terreur dans l'Aveyron, 1886 (ISBN 978-2012627260)
- Biographies aveyronnaises, 1881, Rodez, (réimpression 1993)
- Dictionnaire des institutions, mœurs et coutumes du Rouergue, Rodez, Éditions Pierre Carrère, 1903
- « Documents sur le langage de Rodez et le langage de Millau du XIIe au XVIe siècle », in Revue des langues romanes, 1879

## Pour approfondir